# Zabytki w Starogardzie Gdańskim

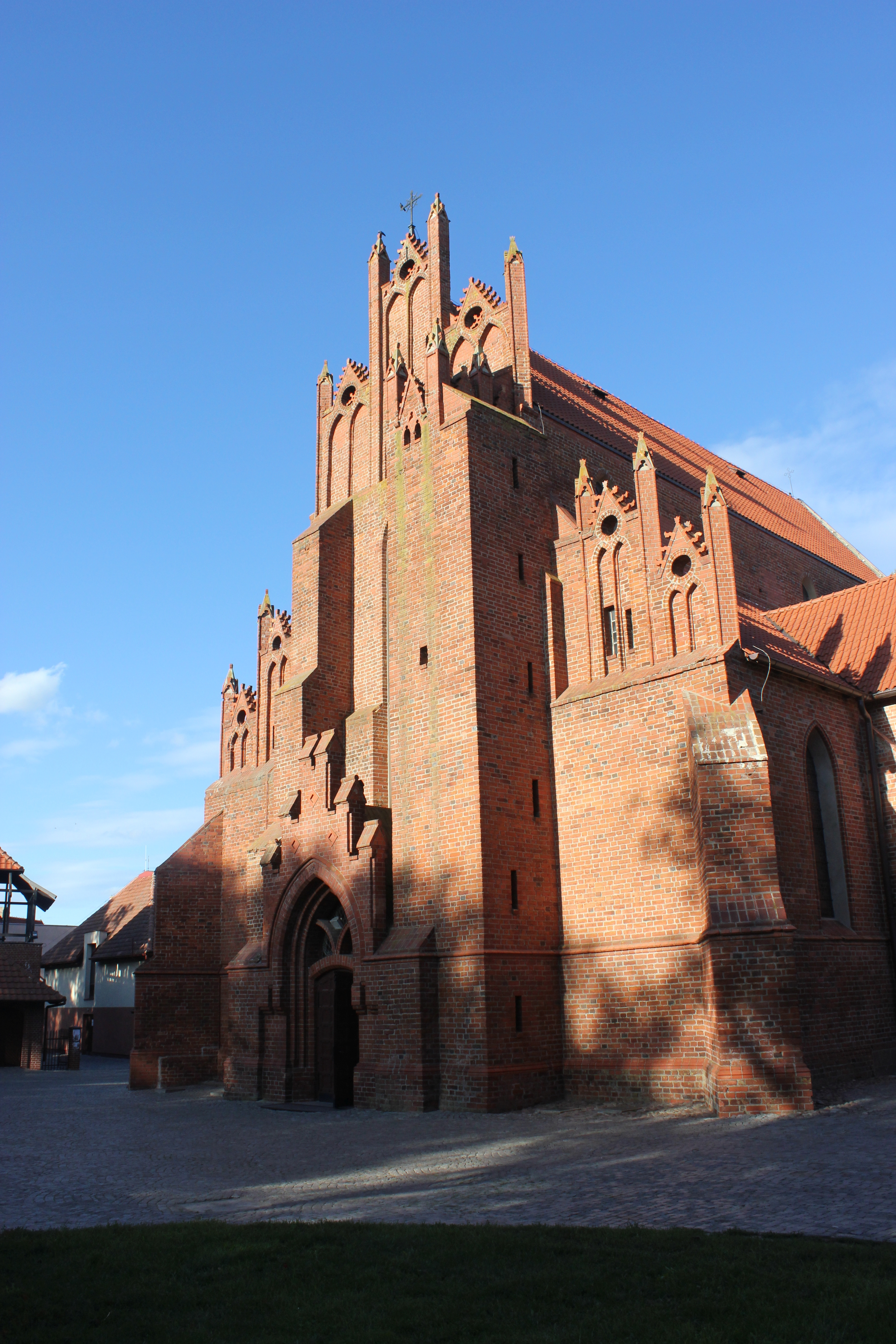
Kościół św. Mateusza

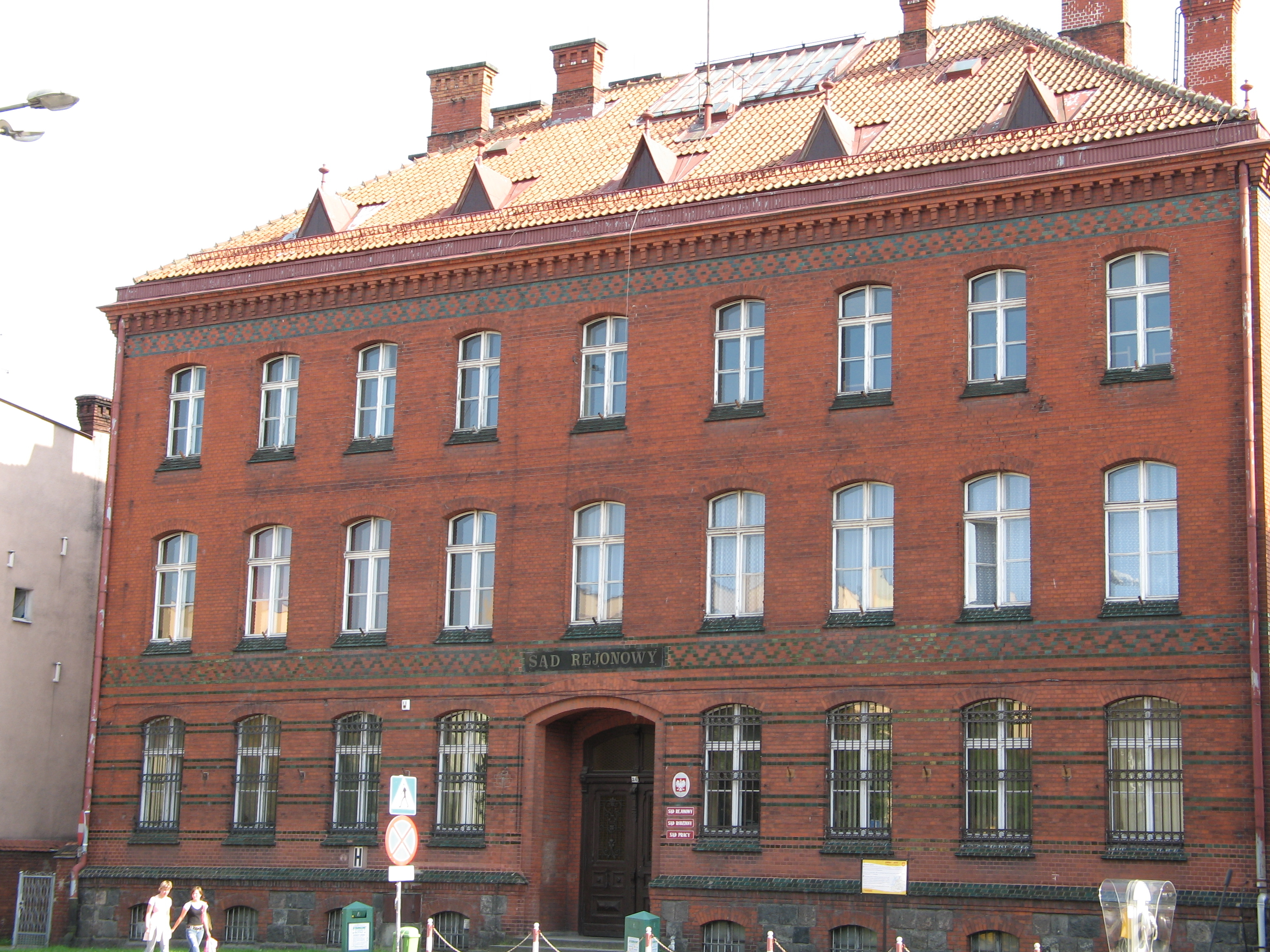
Sąd Rejonowy

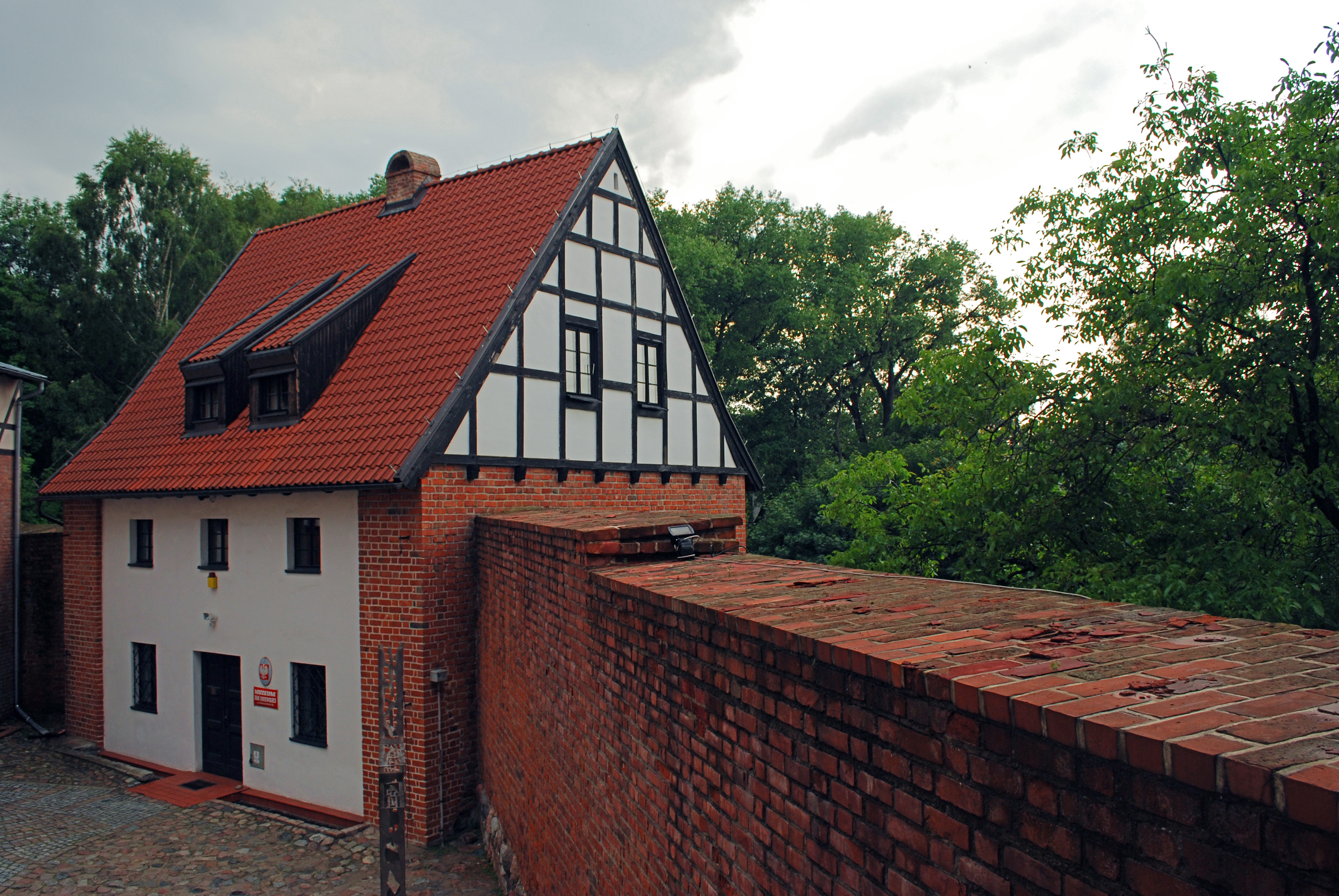
Baszta Książęca

Zabytki w Starogardzie Gdańskim – Gminna Ewidencja Zabytków miasta Starogard Gdański obejmuje następujące obiekty:

## Obiekty sakralne
- Kaplica przy ulicy Tczewskiej
- Kościół św. Katarzyny
- Kościół św. Mateusza
- Kościół św. Wojciecha
- Kaplica Wniebowzięcia Najświętszej Maryi Panny
- Synagoga

## Szkoły
- I Liceum Ogólnokształcące im. Marii Skłodowskiej-Curie
- Specjalny Ośrodek Szkolno-Wychowawczy
- Szkoła podstawowa nr 2 im. Marii Konopnickiej
- Zespół Szkół Ekonomicznych im. Noblistów Polskich
- Zespół Szkół Zawodowych

## Urzędy
- Ratusz
- Sąd Rejonowy
- Starostwo Powiatowe
- Urząd Gminy Wiejskiej
- Urząd Miasta

## Inne
- Baszta Gdańska
- Baszta Książęca (fragment muzeum Ziemi Kociewskiej)
- Baszta Tczewska
- Baszta Wodna
- Dworzec Kolejowy PKP Starogard Gdański
- Kino „Sokół”
- Młyny Wiecherta
- Most Chojnicki
- Muzeum Ziemi Kociewskiej
- Pałac Wiechertów
- Rolnik Dom Handlowy przy ul. Chojnickiej
- Szpital dla nerwowo i psychicznie chorych
- Wieża ciśnień

- 1 budynek mieszkalny przy ul. Henryka Dąbrowskiego 12
- 1 budynek mieszkalny przy ul. Jabłowskiej 4
- 1 budynek mieszkalny przy ul. Podgórnej 5
- 1 budynek przy Drodze Owidzkiej 7
- 1 budynek przy ul. Koziej 5
- 1 budynek przy ul. ks. Ignacego Skorupki 2
- 1 budynek przy ul. Zajezdnej 8
- 1 dom mieszkalny przy ul. Browarowej 3
- 1 kamienica przy pl. 16. Dywizji 4
- 1 kamienica przy ul. Podgórnej 4
- 1 willa przy ul. Zblewskiej
- 1 willa przy ul. Żwirki i Wigury
- 2 budynki przy ul. Cypriana Kamila Norwida
- 2 budynki przy ul. Mjra Henryka Sucharskiego
- 2 budynki przy ul. Spichrzowej
- 2 budynki przy ul. Szewskiej
- 2 kamienice przy ul. Jabłowskiej
- 2 kamienice przy ul. św. Elżbiety
- 3 budynki i kamienice przy ul. Jana Kilińskiego
- 3 budynki mieszkalne z 1920 roku wzdłuż ul. Fryderyka Chopina
- 3 budynki przy ul. Basztowej
- 3 budynki przy ul. Przedmieście
- 3 kamienice przy pl. Koszarowym
- 4 budynki przy ul. Józefa Wybickiego
- 3 kamienice przy ul. Księdza Kellera
- 4 budynki przy ul. Marii Skłodowskiej-Curie
- 4 budynki przy ul. Parkowej
- 4 budynki przy ul. Przy Młynie
- 4 kamienice i inne budynki przy ul. Rycerskiej
- 5 budynków wzdłuż ul. Hieronima Derdowskiego
- 5 kamienic i innych budynków przy ul. Wodnej
- 6 budynków przy ul. Ogrodowej
- 6 budynków wzdłuż ul. II Pułku Szwoleżerów Rokitniańskich
- 7 budynków przy ul. dra Stanisława Kryzana
- 7 kamienic i innych budynków przy ul. Kanałowej
- 8 budynków i willi przy ul. Pelplińskiej
- 8 kamienic i innych budynków przy ul. Jana III Sobieskiego
- 8 kamienic i innych budynków wzdłuż ul. Kolejowej
- 8 willi, kamienic i innych budynków wzdłuż ul. Gdańskiej
- 8 willi, kamienic i innych budynków wzdłuż ul. Władysława Jagiełły
- 9 budynków przy ul. Ignacego Paderewskiego
- 10 budynków przy ul. Mikołaja Kopernika
- 11 budynków i kamienic wzdłuż ul. Gimnazjalnej
- 11 kamienic i innych budynków przy ul. Wojska Polskiego
- 12 budynków przy ul. Marszałka Józefa Piłsudskiego
- 13 budynków wzdłuż ul. Grunwaldzkiej
- 14 budynków i kamienic przy ul. Owidzkiej
- 20 budynków, stajni i dworów przy ul. Skarszewskiej
- 21 kamienic, willi i innych budynków przy ul. gen. Władysława Sikorskiego
- 22 kamienice, dwory i inne budynki przy ul. Tczewskiej
- 25 budynków i kamienic wzdłuż ul. gen. Józefa Hallera
- 28 budynków przy Rynku
- 32 budynki, kamienice i wille przy ul. Lubichowskiej
- 42 budynki przy ul. Adama Mickiewicza
- 46 kamienic i budynków wzdłuż ul. Chojnickiej
- 68 kamienic i innych budynków wzdłuż ul. Tadeusza Kościuszki